# 엔강

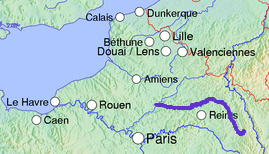
엔강

엔강(Aisne)은 프랑스 북동부를 흐르는 강으로, 우아즈강의 지류이다. 콩피에뉴 근교에서 우아즈강에 합류한다.